# Sépiovky
Sépiovky (Rhombozoa, syn. Dicyemida) je skupina výhradně mořských bezobratlých živočichů, parazitujících v tělech hlavonožců, zejména u sépií. Jejich tělo je tvořeno buňkami somatodermu, které nejsou kryty kutikulou. Zároveň chybí myofibrily, tzn. že organismy nemají žádnou svalovinu.
Sépiovky jsou hermafroditi. Rozmnožují se nepohlavně rozpadem embryonálních buněk (umožňuje rychlé šíření po těle hostitele). Pokud je těchto buněk dostatek, diferencují se na samčí a samičí, které spolu posléze splynou, vytvoří zygotu a z té se vyvine obrvená larva, která se uvolní do volného moře, kde napadá další hostitele. K zástupcům patří například Dicyema.
Jejich fylogenetický původ byl dlouho zcela jasný, tradičně byly řazeny (jako zástupci parafyletické skupiny Diblastica) po boku plazmodiovek (Orthonectida) do polyfyletického kmene morulovci (Mesozoa). Dnešní výzkumy však ukazují, že obě skupiny morulovců jsou si vzájemně nepříbuzné a v obou případech se jedná o silně zjednodušená Bilateria, konkrétně zástupce prvoústých (Protostomia). Zatímco plazmodiovky jsou pravděpodobně vnitřní skupinou kroužkovců (Annelida), sépiovky jsou pravděpodobně sesterskou skupinou břichobrvek, s nimiž a s ploštěnci tvoří klad Rouphozoa spirálních prvoústých.